# Chat, c'est Paris
Pour plus de détails, voir Fiche technique et Distribution.
Chat, c'est Paris (titre original : Gay Purr-ee) est un long métrage d'animation américain réalisé par Abe Levitow et sorti en 1962.
C'est le seul film d'animation auquel a participé Judy Garland. Elle a enregistré les dialogues et les chansons du film en trois semaines en novembre 1961.
À la suite de ce film qui n'a pas eu le succès escompté en salles, Chuck Jones qui avait écrit le scénario avec sa femme, a quitté Warner Bros. pour fonder sa propre société de production.

## Synopsis
Une petite chatte nommée « Mewsette » s'ennuie à la campagne, et rêve de découvrir la ville. Elle quitte sa ferme pour aller à Paris, suivie par son ami Tom, qui essaye de la protéger.

## Fiche technique
- Titre : Chat, c'est Paris
- Titre original : Gay Purr-ee
- Réalisation : Abe Levitow
- Production : United Productions of America et Warner Bros. Cartoons
- Scénario : Dorothy Jones, Chuck Jones
- Musique et direction orchestre : Mort Lindsey
  - Musiques des chansons : Harold Arlen
  - Paroles des chansons : E.Y. Harburg
- Type: Technicolor
- Durée : 85 minutes
- Genre : Animation, aventure, comédie
- Date de sortie : 24 octobre 1962

## Distribution

### Voix originales
- Judy Garland : Mewsette
- Robert Goulet : Jaune-Tom
- Red Buttons : Robespierre
- Paul Frees : Meowrice
- Hermione Gingold : Mme Rubens-Chatte
- Mel Blanc : Bulldog / Bartender / the Driver / souris
- Morey Amsterdam : Narrateur
- Julie Bennett

### Voix françaises
- Martine Meiraghe : Mewsette
- Georges Caudron : Jaune Tom
- Vincent Violette : Robespierre
- Gérard Rinaldi : Meowrice
- Lita Recio : Henriette Rubbens-Chatte
- Claude Nicot : Un vieux chat
- Jacques Frantz : Le chien